# Mummi Luperc
Mummi Luperc (en llatí Mummius Lupercus) va ser un militar romà del segle i.
Era legat i comandant del campament d'hivern de dues legions al Rin, i Hordeoni Flac el va enviar contra Juli Civilis, però va ser derrotat i rebutjat cap a Vetera Castra. Aquesta fortificació la va reparar i s'hi va mantenir amb valentia fins que els soldats, mancats d'aliments i desmoralitzats, van demanar un acord a Clàssic, i es van rendir a Civilis l'any 69. Luperc va ser enviat amb altres regals a la profetessa germànica Veleda que havia predit l'èxit dels rebels, però el van matar durant el viatge.